# Драгово
Драгово је насеље у Србији у општини Рековац у Поморавском округу. Према попису из 2022. било је 679 становника.
Овде се налазе Стара школска зграда у Драгову, Запис Јовановића орах (Драгово), Запис Милосављевића крушка (Драгово), Запис Вујчића крушка (Драгово), Запис орах у порти (Драгово), Запис орах код игралишта (Драгово) и Запис Костића јасен (Драгово).

## Демографија
У насељу Драгово живи 936 пунолетних становника, а просечна старост становништва износи 46,6 година (44,7 код мушкараца и 48,3 код жена). У насељу има 356 домаћинстава, а просечан број чланова по домаћинству је 3,16.
Ово насеље је великим делом насељено Србима (према попису из 2002. године), а у последња три пописа, примећен је пад у броју становника.
|  |

| Демографија | Демографија | Демографија |
| Година      | Становника  | Становника  |
| ----------- | ----------- | ----------- |
| 1948.       | 2.333       |             |
| 1953.       | 2.324       |             |
| 1961.       | 2.093       |             |
| 1971.       | 1.854       |             |
| 1981.       | 1.608       |             |
| 1991.       | 1.509       | 1.319       |
| 2002.       | 1.125       | 1.348       |

| Етнички састав према попису из 2002.‍ | Етнички састав према попису из 2002.‍ | Етнички састав према попису из 2002.‍ | Етнички састав према попису из 2002.‍ | Етнички састав према попису из 2002.‍ |
| ------------------------------------ | ------------------------------------ | ------------------------------------ | ------------------------------------ | ------------------------------------ |
|                                      |                                      |                                      |                                      |                                      |
| Срби                                 | Срби                                 |                                      | 1.115                                | 99,11%                               |
| Руси                                 | Руси                                 |                                      | 2                                    | 0,17%                                |
| Црногорци                            | Црногорци                            |                                      | 1                                    | 0,08%                                |
| Хрвати                               | Хрвати                               |                                      | 1                                    | 0,08%                                |
| Словенци                             | Словенци                             |                                      | 1                                    | 0,08%                                |
| Муслимани                            | Муслимани                            |                                      | 1                                    | 0,08%                                |
| Југословени                          | Југословени                          |                                      | 1                                    | 0,08%                                |
| непознато                            | непознато                            |                                      | 3                                    | 0,26%                                |

| Година пописа     | 1948. | 1953. | 1961. | 1971. | 1981. | 1991. | 2002. |
| ----------------- | ----- | ----- | ----- | ----- | ----- | ----- | ----- |
| Број домаћинстава | 470   | 477   | 499   | 480   | 433   | 410   | 356   |

| Број чланова      | 1  | 2  | 3  | 4  | 5  | 6  | 7  | 8 | 9 | 10 и више | Просек |
| ----------------- | -- | -- | -- | -- | -- | -- | -- | - | - | --------- | ------ |
| Број домаћинстава | 87 | 88 | 42 | 45 | 38 | 34 | 16 | 4 | 2 | 0         | 3,16   |

| Пол    | Укупно | Неожењен/Неудата | Ожењен/Удата | Удовац/Удовица | Разведен/Разведена | Непознато |
| ------ | ------ | ---------------- | ------------ | -------------- | ------------------ | --------- |
| Мушки  | 464    | 108              | 313          | 38             | 5                  | 0         |
| Женски | 509    | 59               | 318          | 120            | 9                  | 3         |
| УКУПНО | 973    | 167              | 631          | 158            | 14                 | 3         |

| Пол    | Укупно                    | Пољопривреда, лов и шумарство | Рибарство                            | Вађење руде и камена | Прерађивачка индустрија       |
| ------ | ------------------------- | ----------------------------- | ------------------------------------ | -------------------- | ----------------------------- |
| Мушки  | 248                       | 153                           | 0                                    | 0                    | 63                            |
| Женски | 122                       | 81                            | 0                                    | 0                    | 14                            |
| УКУПНО | 370                       | 234                           | 0                                    | 0                    | 77                            |
| Пол    | Производња и снабдевање   | Грађевинарство                | Трговина                             | Хотели и ресторани   | Саобраћај, складиштење и везе |
| Мушки  | 4                         | 2                             | 10                                   | 2                    | 2                             |
| Женски | 0                         | 0                             | 9                                    | 0                    | 1                             |
| УКУПНО | 4                         | 2                             | 19                                   | 2                    | 3                             |
| Пол    | Финансијско посредовање   | Некретнине                    | Државна управа и одбрана             | Образовање           | Здравствени и социјални рад   |
| Мушки  | 0                         | 0                             | 2                                    | 5                    | 0                             |
| Женски | 0                         | 0                             | 2                                    | 10                   | 5                             |
| УКУПНО | 0                         | 0                             | 4                                    | 15                   | 5                             |
| Пол    | Остале услужне активности | Приватна домаћинства          | Екстериторијалне организације и тела | Непознато            | Непознато                     |
| Мушки  | 3                         | 0                             | 0                                    | 2                    | 2                             |
| Женски | 0                         | 0                             | 0                                    | 0                    | 0                             |
| УКУПНО | 3                         | 0                             | 0                                    | 2                    | 2                             |